# 363504 Belleau
363504 Belleau è un asteroide della fascia principale. Scoperto nel 2003, presenta un'orbita caratterizzata da un semiasse maggiore pari a 2,4140687 UA e da un'eccentricità di 0,1070865, inclinata di 5,84735° rispetto all'eclittica.